# José Brito (1944)
Pour les articles homonymes, voir Brito.
 (décembre 2023).
Si vous disposez d'ouvrages ou d'articles de référence ou si vous connaissez des sites web de qualité traitant du thème abordé ici, merci de compléter l'article en donnant les références utiles à sa vérifiabilité et en les liant à la section « Notes et références ».
José Brito, né le 19 mars 1944 à Dakar (Sénégal), est un ancien homme politique cap-verdien.  
Reconverti dans le privé, il est cofondateur de Lhaba, une firme de développement de l'entreprise et de réseau de connaissances, un cabinet de conseil en stratégie.   
Il a travaillé comme vice-président chargé des relations gouvernementales pour Ocean Energy, Oil Company au Texas (1992-1996).  
José Brito a géré Future African (PNUD), un programme des Nations unies visant à aider les gouvernements africains à élaborer et mettre en œuvre des plans stratégiques à long terme. 
Au Cap-Vert, il a été ministre des Affaires étrangères (2008-2011), ministre de l'Économie, de la Compétitivité et de la Croissance (2006-2008), ministre du Développement, de l'Aménagement et de l'Aide étrangère (1977 et 1991). 
Il était l'ambassadeur du Cap-Vert aux États-Unis, au Canada et au Mexique (2001-2006). 
José Brito est titulaire d'un baccalauréat ès sciences en mathématiques et d'une maîtrise ès sciences en physique et chimie de la Côte d'Ivoire ainsi que d'un diplôme d'études supérieures en génie chimique de l'Institut français du pétrole, en France. 